# Janko Štefe
Janez Štefe, slovenski alpski smučar, * 26. januar 1923, Tržič, † 2002.
Štefe je za Jugoslavijo nastopil na Zimskih olimpijskih igrah 1952 v Oslu, kjer je v smuku osvojil 13., v veleslalomu pa 33. mesto. V slalomu je bil diskvalificiran. 13. mesto v smuku je še danes najboljši rezultat slovenskih smučarjev (v smuku)  na olimpijskih igrah.